# Euscapularia tkalcui
Euscapularia tkalcui är en stekelart som beskrevs av Hoffer 1976. Euscapularia tkalcui ingår i släktet Euscapularia och familjen sköldlussteklar.
Artens utbredningsområde är Algeriet. Inga underarter finns listade i Catalogue of Life.